# Ашулук (станция)
Ашулу́к — железнодорожная станция Астраханского региона Приволжской железной дороги на неэлектрифицированной линии Красный Кут — Астрахань, расположенная в Харабалинском районе Астраханской области, в 15 км от районного центра города Харабали, в 1 км восточнее села Тамбовка.

## О станции
К востоку от станции расположен одноимённый военный полигон.
Через станцию следуют пассажирские поезда в Москву, Волгоград, Саратов, Санкт-Петербург, Баку, Нижний Новгород, Астрахань, Махачкалу, Тюмень, Нижневартовск.

## История
Открыта в 1907 году.

## Деятельность
- продажа пассажирских билетов;
- приём и выдача багажа;
- приём и выдача грузов повагонными и мелкими отправками, загружаемых целыми вагонами, только на подъездных путях и местах необщего пользования[3]

## Дальнее следование по станции
По состоянию на декабрь 2018 года через станцию курсируют следующие поезда дальнего следования:
| Круглогодичное обращение поездов | Круглогодичное обращение поездов | Круглогодичное обращение поездов | Круглогодичное обращение поездов |
| № поезда                         | Маршрут движения                 | № поезда                         | Маршрут движения                 |
| -------------------------------- | -------------------------------- | -------------------------------- | -------------------------------- |
| 5 «Лотос»                        | Астрахань — Москва               | 6 «Лотос»                        | Москва — Астрахань               |
| 109                              | Астрахань — Санкт-Петербург      | 110                              | Санкт-Петербург — Астрахань      |
| 147                              | Астрахань — Нижневартовск        | 148                              | Нижневартовск — Астрахань        |
| 301                              | Грозный — Волгоград              | 302                              | Волгоград — Грозный              |
| 373                              | Махачкала — Тюмень               | 374                              | Тюмень — Махачкала               |

| Сезонное обращение поездов | Сезонное обращение поездов      | Сезонное обращение поездов | Сезонное обращение поездов      |
| № поезда                   | Маршрут движения                | № поезда                   | Маршрут движения                |
| -------------------------- | ------------------------------- | -------------------------- | ------------------------------- |
| 465                        | Астрахань — Имеретинский курорт | 466                        | Имеретинский курорт — Астрахань |